# Sevilla (periódico)
El Sevilla fue un periódico español publicado en la ciudad de Sevilla entre 1942 y 1976.

## Historia
Su primer número salió en marzo de 1942, con carácter vespertino. El Sevilla era propiedad del partido único del régimen franquista —FET y de las JONS— y pasaría a formar parte de la denominada «Prensa del Movimiento». En poco tiempo acabó ocupando el lugar del F.E., diario falangista que acabó desapareciendo en junio de 1946. A mediados de la década de 1970 era uno de los diarios más deficitarios de la Cadena de prensa franquista —en 1976 acumulaba unas pérdidas de más de cincuenta y cinco millones de pesetas—, lo que llevó al Estado a tomar la decisión de cerrarlo. El Sevilla dejó de publicarse el 26 de junio de 1976. El antiguo periódico fue reestructurado y sucedido por el nuevo Suroeste, que pretendía convertirse en un gran diario regional de Andalucía. No obstante, fracasó en este empeño y acabaría desapareciendo en 1983.
A lo largo de su historia, el Sevilla tuvo varios directores: Francisco Narbona —fundador del diario—, Eduardo Molina Fajardo, José Molina, Celestino Fernández, Francisco Jiménez, Fernando Ramos, Ignacio Arroyo y Manuel Benítez Salvatierra.